# Amos Trice
Amos Trice (* 11. Dezember 1928 in New Orleans) ist ein US-amerikanischer Jazzpianist des Modern Jazz.
Über ihn ist wenig bekannt. Er wirkte in Los Angeles. Von ihm gibt es eine Live-Aufnahme mit Charlie Parker von einer Jazzparty des Künstlers Jirayr Zorthian auf seiner Ranch in Altadena (Kalifornien). Die Jazz-Diskographie von Tom Lord listet 11 Aufnahmen zwischen 1952 und 1962.

## Diskographie
- Charlie Parker at Zorthian´s Ranch, RLR Records 2006, rec. 8., 14. und 24. Juli 1952 (mit Don Wilkerson, Tenorsaxophon, Charlie Parker und Frank Morgan, Altsaxophon, David Bryant, Bass, Larance Marable, Schlagzeug, auf der letzten Session mit Chet Baker)
- Wardell Gray Quintet: Out of Nowhere, Live im The Haig, LA, rec. 9. September 1952 (mit Art Farmer Trompete,  Howard Roberts Gitarre, Joe Mondragon, b, Shelly Manne dr, auch Wardell Gray Live at the Haig, Freshsound Records 1991)[2]
- Sonny Stitt Quartet: The Hard Swing, Verve, 1959, rec. Los Angeles 9. Februar 1959 (mit Stitt, George Morrow b, Lennie McBrowne, dr)
- Teddy Edwards Quartet, Pacific Jazz 1960, rec 1960 (mit Leroy Vinnegar b, Tony Bazley, dr)[3]
  - teilweise auf Teddy Edwards, Sunset Eyes, Pacific Jazz 1960, und Teddy Edwards It’s All About Time, Fresh Sound Records 2010
- Harold Land: Harold Land in New York . Eastward Ho!, Jazzland 1960 (mit Kenny Dorham Trompete, Clarence Jones, b, Joe Peters, dr)
- Harold Land: Take Aim, Bluenote 1980, rec. Los Angeles 1960 (die Komposition Aim darauf stammt von Trice)
- Jimmy Woods: Awakening !, Contemporary 1961, rec. Los Angeles 1961
- Shorty Rogers Quintet with Guest Vocalist Jeri Southern: (u. a. mit Gary Peacock und Harold Land), Studio West 1962, rec. Hollywood 1962